# Marias letzte Reise
Marias letzte Reise ist ein im Jahr 2005 erschienener deutscher Fernsehfilm, der die letzten Tage einer krebskranken Bäuerin zeigt. Das Drehbuch schrieb Ariela Bogenberger, Regie führte Rainer Kaufmann. Die Darstellerin der Bäuerin ist Monica Bleibtreu, die 2009 selbst nach langjähriger Krebserkrankung starb. Marias letzte Reise wurde mit zahlreichen Preisen ausgezeichnet, darunter der Deutsche Fernsehpreis als bester Fernsehfilm 2005 und der Adolf-Grimme-Preis mit Gold.

## Inhalt
Maria Stadler weiß, dass sie sterben wird. Die 71-Jährige entflieht der Chemotherapie mit den schrecklichen Nebenwirkungen, flieht aus der Klinik. Maria will zu Hause am oberbayerischen Staffelsee sterben. 
Da Sohn Simon sich nicht um seine Mutter kümmern kann, wird Maria von der Krankenschwester Andrea begleitet. Aber Maria und Andrea geraten rasch aneinander, weil die Schwester das Leben Marias reglementieren will.
Als Maria wieder einen Zusammenbruch erleidet, weist sie der Klinikchef Dr. Osterhahn erneut in das Krankenhaus ein. Doch Schwester Andrea bringt die Todkranke umgehend wieder nach Hause.
Andrea lernt, Marias letzte Wünsche zu erfüllen und hilft ihr, die letzten Dinge des Lebens zu regeln.

## Kritiken
„Bewegendes Fernseh-Drama, das sich dem ernsten Thema respektvoll nähert und der traditionellen Verwahrmedizin alternative Modelle entgegenstellt. Die vorzüglichen Schauspieler gehen die Geschichte mit großem Ernst und großer Kunst an; Buch und Regie fassen das Thema behutsam auf, ohne sich zu fürchten, es wirklich zu berühren. Über allem schwebt ein heiterer, lebenszugewandter Ton, nie aber gewaltsames Rührenwollen.“

## Auszeichnungen
- 2005: Vier Preise beim Deutschen Fernsehpreis: Bester Fernsehfilm, Beste Schauspielerin Fernsehfilm Monica Bleibtreu, Bester Schauspieler Nebenrolle Michael Fitz, Beste Musik Annette Focks
- 2005: Bayerischer Fernsehpreis für Monica Bleibtreu, Nina Kunzendorf und Michael Fitz für ihre schauspielerischen Leistungen sowie Rainer Kaufmann für die Regie
- 2005: 3sat-Zuschauerpreis
- 2006: Adolf-Grimme-Preis mit Gold an Ariela Bogenberger (Buch), Rainer Kaufmann (Regie) und Monica Bleibtreu (stellvertretend für das Darstellerteam)[2]
- 2006: Karl-Buchrucker-Preis für die Drehbuchautorin Ariela Bogenberger
- 2006: Rockie Award beim Banff World Television Festival (bester Fernsehfilm)